# Rhyssemus indicus
Rhyssemus indicus är en skalbaggsart som beskrevs av Clouet 1901. Rhyssemus indicus ingår i släktet Rhyssemus och familjen Aphodiidae. Inga underarter finns listade i Catalogue of Life.